# Радзехув (Нижньосілезьке воєводство)
Радзехув (пол. Radziechów) — село в Польщі, у гміні Загродно Злоторийського повіту Нижньосілезького воєводства.
Населення — 537 осіб (2011).
У 1975-1998 роках село належало до Легницького воєводства.

## Демографія
Демографічна структура станом на 31 березня 2011 року:
|          | Загалом | Допрацездатний вік | Працездатний вік | Постпрацездатний вік |
| -------- | ------- | ------------------ | ---------------- | -------------------- |
| Чоловіки | 269     | 54                 | 189              | 26                   |
| Жінки    | 268     | 50                 | 164              | 54                   |
| Разом    | 537     | 104                | 353              | 80                   |